# N-I (cohete)

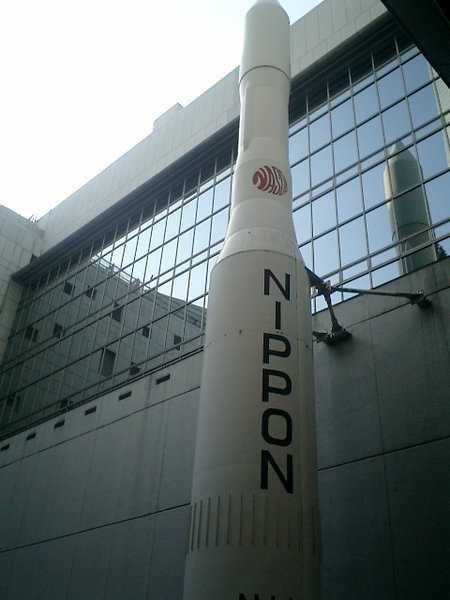
Maqueta del N-I

El N-I o N-1 era un cohete derivado del cohete estadounidense Thor-Delta, producido en Japón bajo licencia. La N significa "Nippon" (Japón). Utilizaba una primera etapa Long Tank Thor, una segunda etapa con un motor LE-3 diseñado por Mitsubishi Heavy Industries, una tercera etapa opcional Star-37N de combustible sólido, y tres SRM Castor.
Se lanzaron siete N-I entre 1975 y 1982, antes de que este cohete fuera reemplazado por el N-II. Seis de los siete lanzamientos fueron exitosos, sin embargo, en el quinto vuelo, hubo un nuevo contacto entre el satélite y la tercera etapa, después de su separación, lo que provocó el fallo de la misión.
El 29 de febrero de 1976, el segundo N-I efectuó el único lanzamiento orbital realizado un 29 de febrero.

## Lanzamientos
| Núm. de vuelo | Fecha (UTC)                   | Configuración del cohete | Sitio de lanzamiento | Carga útil            | Masa de la carga útil | Órbita | Cliente | Resultado del lanzamiento            |
| ------------- | ----------------------------- | ------------------------ | -------------------- | --------------------- | --------------------- | ------ | ------- | ------------------------------------ |
| 1(F)          | 9 de septiembre de 1975 05:30 |                          | Tanegashima          | ETS-1 (JETS-1/Kiku-1) |                       | LEO    |         | Éxito                                |
| 2(F)          | 29 de febrero de 1976 03:30   |                          | Tanegashima          | ISS-1 (JISS-1/Ume-1)  |                       | LEO    |         | Éxito                                |
| 3(F)          | 23 de febrero de 1977 08:50   | 3ª etapa utilizada       | Tanegashima          | ETS-2 (Kiku-2)        |                       | GTO    |         | Éxito                                |
| 4(F)          | 16 de febrero de 1978 04:00   |                          | Tanegashima          | ISS-2 (JISS-2/Ume-2)  |                       | LEO    |         | Éxito                                |
| 5(F)          | 6 de febrero de 1979 08:46    | 3ª etapa utiliada        | Tanegashima          | ECS-Un (Ayame-1)      |                       | GTO    |         | Recontacto entre 3ª etapa y satélite |
| 6(F)          | 22 de febrero de 1980 08:35   | 3ª etapa utilizada       | Tanegashima          | ECS-B (Ayame-2)       |                       | GTO    |         | Éxito                                |
| 9(F)          | 3 de septiembre de 1982 05:00 |                          | Tanegashima          | ETS-3 (Kiku-4)        |                       | LEO    |         | Éxito                                |